# Colibri de Castelnau
Aglaeactis castelnaudii
Espèce
Statut de conservation UICN

 NT  : Quasi menacé
Statut CITES
Le Colibri de Castelnau (Aglaeactis castelnaudii) est une espèce d'oiseau appartenant à la famille des Trochilidae.
Son nom est dédié à Francis de Laporte de Castelnau (1802-1880).

## Distribution

Carte de répartition de l'espèce

- Répartition :   Pérou.

## Sous-espèces
D'après Alan P. Peterson, il existe deux sous-espèces :
- Aglaeactis castelnaudii castelnaudii  (Bourcier & Mulsant, 1848)
- Aglaeactis castelnaudii regalis  Zimmer, 1951